# آزادی علیا (راسک)
آزادی علیا (راسک)، روستایی از توابع بخش پیشین شهرستان راسک در استان سیستان و بلوچستان ایران است.

## جمعیت
این روستا در دهستان جکیگور قرار دارد و براساس سرشماری مرکز آمار ایران در سال ۱۳۸۵، جمعیت آن ۱۵۹ نفر (۳۴خانوار) بوده‌است.